# Matt Stairs
Matt Stairs (27 de fevereiro de 1968) é um ex-jogador profissional de beisebol canadense.

## Carreira
Matt Stairs foi campeão da World Series 2008 jogando pelo Philadelphia Phillies. Na série de partidas decisiva, sua equipe venceu o Tampa Bay Rays por 4 jogos a 1.